# 外務公務員
外務公務員（がいむこうむいん）とは公務員の一種。

## 概要
外務公務員法第2条により、以下の者が外務公務員と定義される。
- 特命全権大使
- 特命全権公使
- 特派大使
- 政府代表
- 全権委員
- 政府代表又は全権委員の代理並びに特派大使、政府代表又は全権委員の顧問及び随員
- 外務職員

この他、一部法律によって、「沖縄復帰のための準備委員会への日本国政府代表」と「万博政府代表」は外務公務員と扱われている。

## 欠格事由
外務公務員法第7条及び国家公務員法第38条により、以下の欠格事由に該当する者は外務公務員となることができない。
- 禁錮以上の刑に処せられ、その執行を終わるまで又は執行を受けることがなくなるまでの者
- 懲戒免職の処分を受け、当該処分の日から2年を経過しない者
- 人事院の人事官又は事務総長の職にあって、国家公務員法を犯し刑に処せられた者[3]
- 日本国憲法施行の日以後において、日本国憲法又はその下に成立した政府を暴力で破壊することを主張する政党その他の団体[4]を結成し、又はこれに加入した者
- 国籍を有しない者又は外国の国籍を有する者

1996年9月30日までは配偶者が日本国籍を有さない場合又は外国の国籍を有する場合についても外務公務員の欠格事由とする規定になっていた（政令では、婚姻の日から1年又は2年を経過するまでに配偶者が外国国籍を離脱して日本国籍を取得する猶予期間が存在した）。
2019年6月13日まで成年被後見人又は被保佐人を欠格条項とする規定になっていたが、採用時に試験や面接等により適格性を判断し、その後、心身の故障等により職務を行うことが難しい場合においても病気休職、分限などの規定が既に整備されているとして2019年6月14日に公布・施行された「成年被後見人等の権利の制限に係る措置の適正化等を図るための関係法律の整備に関する法律」によって削除された。

## 国会議員の起用
外務公務員法第8条第5項により「特派大使」「政府代表」「全権委員」「政府代表又は全権委員の代理並びに特派大使、政府代表又は全権委員の顧問及び随員」については、国会議員から起用することもできる。ただし、公職選挙法等における国会議員の被選挙権を有して国会議員になったとしても、外務公務員の欠格条項に該当する者は外務公務員になることができない。